# Лорио
Лорио (фр. Loriot — «иволга», настоящее имя Бернгард Виктор Кристоф-Карл фон Бюлов, сокр. Вико фон Бюлов (нем. Bernhard Victor Christoph-Carl von Bülow, Vicco von Bülow); 12 ноября 1923[…], Бранденбург-ан-дер-Хафель, Бранденбург — 22 августа 2011[…], Аммерланд-ам-Штарнбергер-Зее, Бавария) — немецкий комический актёр, режиссёр, писатель и художник.

## Биография
Викко фон Бюлов родился в аристократической прусской семье, его отец был офицером полиции. Псевдоним «Лорио» на французском языке означает «иволга», эта птица находится в фамильном гербе рода фон Бюлов. В 1941 году Лорио оканчивает гимназию и уходит в армию. Попав на восточный фронт, удостаивается в 1943 году наград «Железный крест» 1-й и 2-й степени.
После окончания войны завершает своё образование, в 1947—1949 годах учится в Академии искусств Гамбурга. Начиная с 1950 года он — художник и график в гамбургских журналах «Улица» (Die Straße) и «Звезда» (Stern), создатель многочисленных карикатур и серий комиксов. В 1954 году выходит в Швейцарии в свет первая книга комиксов художника. По выражению самого Лорио, «После в общей сложности 20 лет учёбы я наконец был в состоянии нарисовать маленького человечка, который меня и по сей день кормит». Этот человечек с шишковатым носом являлся воплощением творческой идеи Лорио, изобразить человеческое поведение во всех наивозможнейших жизненных ситуациях наиболее причудливо, вплоть до полного абсурда. Таким образом высмеивались глупость и чванство, разоблачались общественные клише послевоенной Германии. Лорио является также автором многочисленной юмористической прозы.
Огромную популярность принесли Лорио изобретённые им фигуры героев комиксов — собаки Вум и слона Венделин, о похождениях которых на немецком телевидении вышло несколько мультипликационных сериалов. Музыка из этих мультфильмов, а также песни, что в них поёт Вум, многократно выходили изданиями в фирмах звукозаписи. В 1988 году на экраны Германии выходит фильм «Эдипусси» (Ödipussy) — комедия, режиссёром и исполнителем главной роли в которой является Лорио. Ему следует поставленная в 1991 году Лорио кинокомедия «Паппа у ворот» (Pappa ante Portas), в которой он также являлся главным исполнителем.

## Избранные награды
- «Железный крест» 1-й и 2-й степеней (1943)
- орден Карла Валентина (1971)
- «Большой Крест за Заслуги» (1974)
- «Орден за Заслуги» земли Бавария (1980)
- литературная премия города Касселя за достижения в области юмористической литературы (1985)
- премия Бемби (1988)
- «Орден за Заслуги» земли Берлин (1990)
- становится членом Баварской Академии изобразительного искусства (1993)
- становится членом Берлинской Академии искусств (1997)
- «Большой Крест за Заслуги со Звездой и наплечной лентой» (1998)
- премия Якоба Гримма за достижения в развитии немецкого языка (2004)
- премия Вильгельма Буша (2007)
- 1-е место среди немецкоязычных комических авторов и актёров XX века по версии немецкого телеканала ZDF (2007).